# Гріхопадіння (ван дер Гус)
«Гріхопаді́ння» (нід. De zondeval) — картина фламандського живописця Гуго ван дер Гуса (1430/40–1482), представника доби Раннього Відродження. Створена у 1479 році. Зберігається у Музеї історії мистецтв у Відні (інв. №GG 5822).

## Опис
Картина, ймовірно, була придбана у художника (останнім) імператором Максиміліаном I. У 1659 році придбана ерцгерцогом Леопольдом-Вільгельмом, як картина Яна ван Ейка. «Гріхопадіння» є частиною Віденського диптиху «Гріхопадіння і спасіння людини» (інша стулка «Оплакування Христа»).
Після свого вступу до гільдії художників Гуго ван дер Гус створив диптих, відомий як «Гріхопадіння і спасіння людини», на лівій стулці якого зображена сцена гріхопадіння, а на правій — оплакування Христа. Якщо в «Оплакуванні Христа» ван дер Гус відмовився від зображення пейзажу, аби підкреслити трагізм релігійного сюжету, то у «Гріхопадінні» фігури Адама і Єви вписані у зелений сад Едем. Для обох оголених фігур характерний вишуканий живописний натуралізм. Змій не являється більше у вигляді змії із обличчям дівчини, а має вигляд жіночого тіла, яке сховане під шкірою рептилії, що показує дещо збочену та тривожну елегантність. В цій роботі молодий художник ще далекий від аристократичної ідеалізації ван Ейка, а вся композиція відрізняється різкою та оригінальною виразністю.